# 主題旅遊

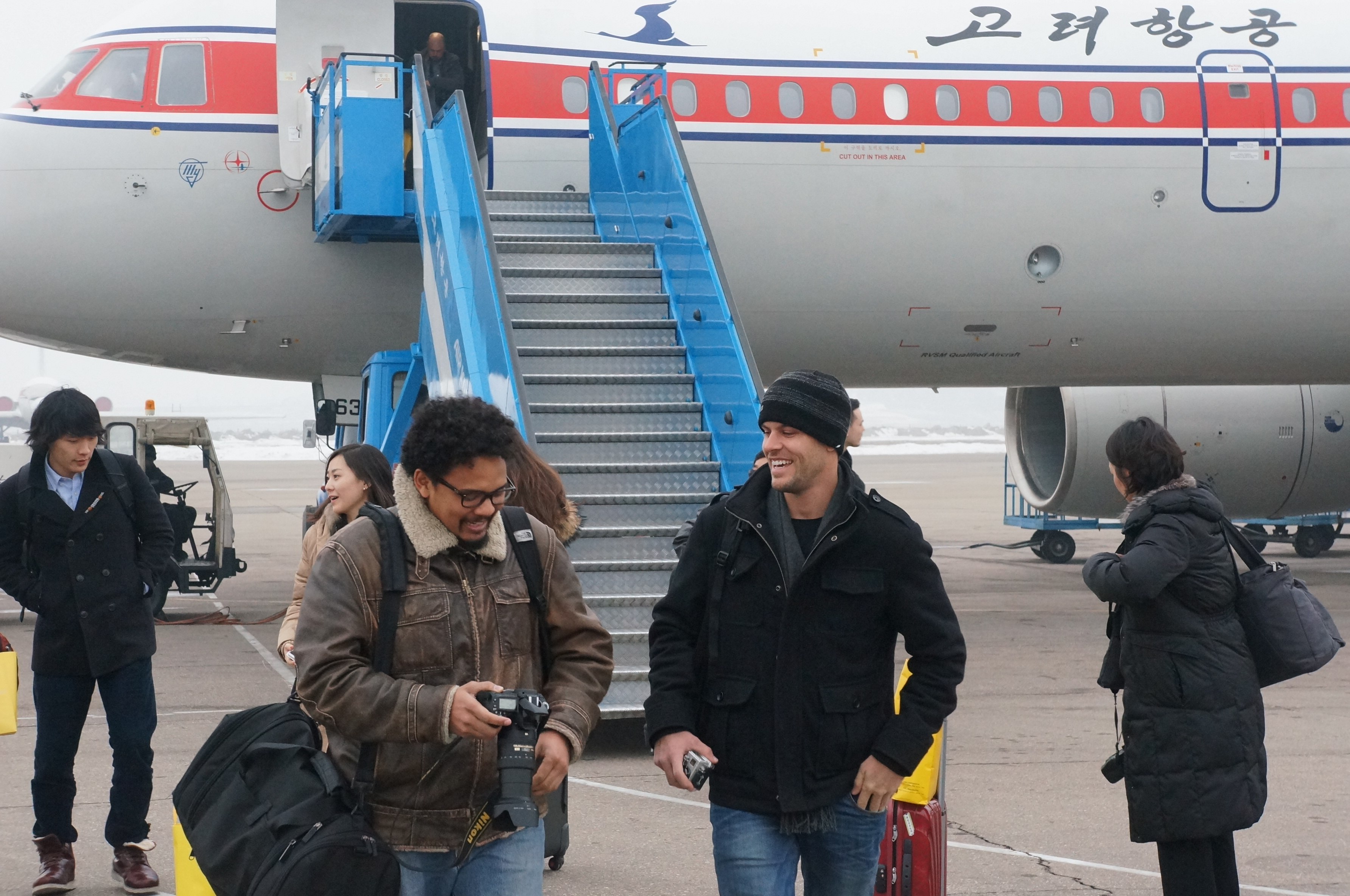
秘境主题旅游

主題旅遊，是有特別主題的旅游行程計劃，不單只為遊覽觀光，而提供訪客或遊人有重點的洞察題材的行程。研究葡萄酒的葡萄酒旅游就是一种典型案例。此外荷蘭的郁金香，挪威的海灣，俄國的劇院等等也可以成为旅游的主题。